# C. Jeré

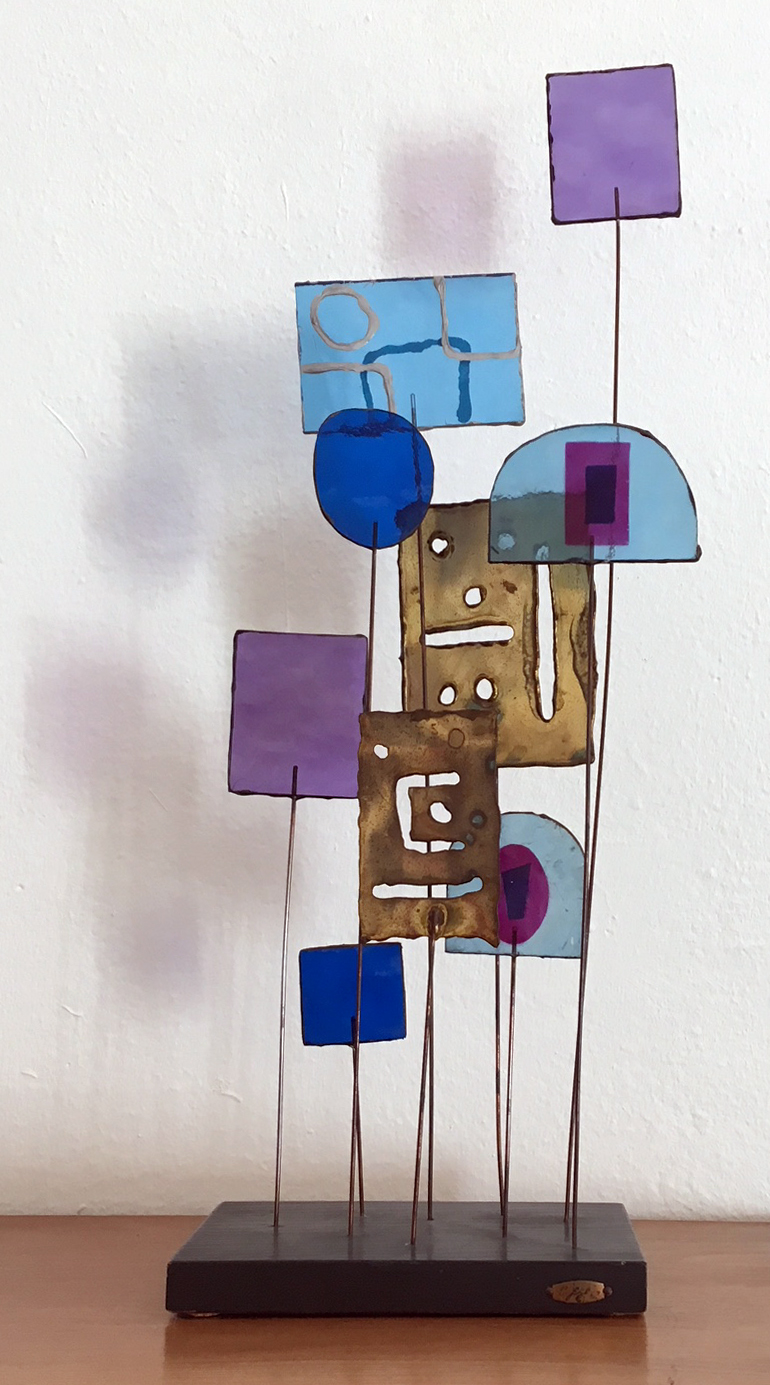
Skulptur von Curtis Jere, signiert "C. Jeré", 1967

C. Jeré (auch: Curtis Jere) ist ein Kollektivpseudonym, unter dem Jerry Fels und Kurt Freiler Wandskulpturen und Wohnaccessoires entwarfen und anfertigten.
Der aus Deutschland in die USA eingewanderte Schlosser Kurt Freiler lernte den aus New York City stammenden Künstler Jerry Fels in den Vierzigerjahren in Kalifornien kennen. Zunächst stellten sie gemeinsam Modeschmuck her, den sie mit großem Erfolg unter den Pseudonymen Renoir und Matisse verkauften. Zeitweise beschäftigten sie hierfür bis zu 300 Mitarbeiter. 1963 gründeten die inzwischen verschwägerten Geschäftspartner das Unternehmen Artisan House.
Mit dem Ziel, hochwertige Kunstwerke einer breiten Öffentlichkeit zugänglich zu machen, stellten sie verschiedene Entwürfe in Serie her. Dabei fungierte Fels als künstlerischer Leiter, während Freiler die technische Direktion übernahm und die zahlreichen vom Unternehmen beschäftigten Arbeiter anleitete. Als Urheber der Entwürfe führten Fels und Freiler das Pseudonym Curtis Jere oder C. Jeré, das sich aus ihren verfremdeten Vornamen zusammensetzt. Kurt Freiler wurde in den USA ohnehin meist als Curtis angeredet, während Jerry Fels seinen Vornamen zum französisch anmutenden Jeré oder Jere abwandelte. Die Skulpturen wurden zu dieser Zeit unter anderem von Raymor in New York City, Gumps in San Francisco, sowie weiteren Einrichtungsgeschäften des gehobenen Bedarfs angeboten.
Die Skulpturen sind dem Mid-century modern zuzuordnen und setzen sich oft aus einer Vielzahl kleinteiliger Elemente zusammen. Als Material kommen verschiedene Metalle, wie Stahl, Kupfer oder Messing zum Einsatz, die oftmals gezielt patiniert werden. Fels und Freiler verkauften Artisan House im Jahr 1973. Zwar ist das Unternehmen mittlerweile mehrfach weiterverkauft worden, es stellt jedoch auch weiterhin Skulpturen nach Entwürfen der beiden Firmengründer her, die auch heute noch unter dem Namen Curtis Jere oder C. Jeré vermarktet werden. Als Requisiten fanden sich die Skulpturen in Film- und Fernsehproduktionen wie Mad Men, Men in Black 3 und The Dark Knight Rises.
Jerry Fels starb im Jahr 2007 im Alter von 90 Jahren. Kurt Freiler starb am 22. Juli 2013 im Alter von 103 Jahren.